# Ralph Gilman
Ralph Albert Gilman (* 25. März 1916 in Berkeley, Kalifornien; † 5. Oktober 1955 in Pacific Grove, Kalifornien) war ein Schwimmer aus den Vereinigten Staaten.

## Karriere
Bei den Olympischen Sommerspielen 1936 in Berlin erreichte die 4-mal-200-Meter-Freistilstaffel mit Ralph Gilman, Charles Hutter, Jack Medica und Paul Wolf den Endlauf in 9:10,4 Minuten und war damit hinter den Japanern die zweitschnellste Staffel der Vorläufe. Im Finale siegten die Japaner vor der US-Staffel, die in der Besetzung Ralph Flanagan, John Macionis, Paul Wolf und Jack Medica 9:03,0 Minuten benötigte. Nach den damals gültigen Regeln erhielten Schwimmer, die nur im Staffelvorlauf eingesetzt wurden, keine Medaille.
Ralph Gilman war schon in seinen High-School-Jahren ein erfolgreicher Schwimmer. 1936 war er Student der Ohio State University. Nach den Olympischen Spielen kehrte er aber nicht an seine Universität zurück, sondern nahm eine Stelle bei einer Dampfschifffirma in Kalifornien auf. Er stieg in dieser Firma bis in den Vorstand auf.
Ralph Gilmans Schwester Marian Gilman trat 1928 bei den olympischen Schwimmwettbewerben an.